# Les Démons
Pour les articles homonymes, voir Les Démons (homonymie) et Les Possédés (homonymie).
Les Démons ou Les Possédés (titre original russe : Бѣсы) est un roman de l'écrivain russe Fiodor Dostoïevski publié en feuilleton à partir de 1871 jusqu'en 1872 dans Le Messager russe, et dont la composition débuta en 1869. Il raconte l'histoire de jeunes révolutionnaires voulant renverser l'ordre établi, et dont le chef, Piotr Stépanovitch Verkhovensky, souhaite que Nicolaï Vsévolodovitch Stavroguine, aristocrate fascinant toutes les personnes qu'il rencontre, prenne sa place à la tête du groupe.
Dostoïevski, devenu conservateur et nationaliste convaincu, voulait exprimer dans ce roman sa crainte des révolutionnaires à travers une fiction mettant en scène les héros (les conservateurs) face aux « ennemis de la Russie » (les socialistes, les nihilistes) ; il souhaitait de plus montrer la filiation directe entre le libéralisme des années 1840 et le nihilisme russe des années 1870, comme il l'écrit dans sa lettre au futur Alexandre III. Le livre se révèle cependant une critique clairvoyante de toutes les idéologies. Mikhaïl Bakhtine explique cela par le fait que Dostoïevski n'essaie pas d'imposer sa vision du monde à travers ses personnages, mais les laisse « vivre », ce qui lui ôte toute possibilité d'exprimer ses propres opinions à travers eux[réf. nécessaire].
L'idée de ce roman était venue à Dostoïevski avant la nouvelle de l'assassinat pour insoumission de l'étudiant Ivanov, un membre de l'organisation Narodnaïa Volia par son dirigeant Serge Netchaïev, le 21 novembre 1869. Cet événement joua un rôle important dans la genèse de l'œuvre.
La « confession de Stavroguine » à l'évêque Tykhone fut rejetée par Mikhaïl Katkov, l'éditeur — elle aurait de toute façon été censurée — et donc supprimée de l'édition originale. Elle ne parut qu'en 1922. L'équilibre du roman s'en trouva en quelque sorte rompu, sans contre-poids à tous ces « démons », et la fin de Stavroguine manquait de cohérence. Cet ultime chapitre a été rétabli[réf. nécessaire].

## Les DémonsouLes Possédés?
Il existe un débat au sujet de la traduction du titre. Le terme russe Бѣсы signifie « les démons » et non « les possédés ». Les deux épigraphes sont peut-être à l'origine de la confusion. La première citation est un extrait du poème Les Démons d'Alexandre Pouchkine (le titre du roman de Dostoïevski est le même que celui du poème d'Alexandre Pouchkine, « Бесы »). La seconde citation, tirée de l'Évangile selon Luc relate l'épisode où Jésus, ayant libéré un possédé, autorise les démons à se réfugier dans un troupeau de pourceaux, qui se précipitent alors dans le lac du haut d'une falaise.
Selon le slaviste Georges Nivat, Les Démons est le titre correct ; le titre Les Possédés est une erreur de la traduction anglaise reprise par Albert Camus. Les traductions françaises de Boris de Schloezer et d'André Markowicz vont dans le même sens. Les explications données par Dostoïevski et reprises par Pierre Pascal confortent cette traduction.
Les Possédés est le titre de la première traduction française de l'œuvre (par Victor Derély), parue chez Plon en 1886. Eugène-Melchior de Vogüé, introducteur du roman russe en France en 1886, préférait "Les possédés" qu'il trouvait plus explicite que le titre  littéral "Les démons", considérant celui-ci "trop obscur".

## Publication et accueil
La première publication du roman eut lieu dans Le Messager russe en 1871 pour les deux premières parties, et en 1872 pour la troisième partie. La première édition en volumes séparés eut lieu à Saint-Pétersbourg en 1873.
À sa sortie, le roman reçut un accueil public enthousiaste, ce qui permit à Anna Dostoïevskaïa de préparer une seconde édition à compte d'auteur au début 1873,. En revanche, il suscita de vives réactions de la part des socialistes, athées, progressistes, qui considéraient l'ouvrage comme un pamphlet à leur encontre, ce qui par contrecoup entraîna une vive réaction de la critique littéraire. Les critiques de l'époque, à tendances populiste (Nikolaï Mikhaïlovski), révolutionnaire ou libérale, déniaient à l'ouvrage une quelconque valeur littéraire, trouvaient les personnages trop caricaturaux, ou y voyaient encore une falsification de la réalité. Ainsi, selon Piotr Tkatchev, Dostoïevski n'était qu'un rétrograde allié du pouvoir et ses personnages des « hommes malades ».
Sous le régime soviétique, le roman ne fut cependant jamais réédité (sauf en 1935, présenté et commenté par Leonid Grossman, grand spécialiste de Dostoïevski, et en 1982), la critique contre les milieux révolutionnaires du XIXe siècle ne plaisant pas aux censeurs soviétiques.
Aujourd'hui, cet ouvrage est considéré comme un classique de la littérature, et, pour certains critiques, comme ayant pressenti les dérives totalitaires du XXe siècle.

## Plan du roman

### Première partie
1. En guise d'introduction : quelques détails biographiques sur le très honorable Stépan Trophimovitch Verkhovensky
2. Le prince Harry[15]. Proposition de mariage
3. Les péchés d'autrui
4. La boiteuse
5. Le serpent subtil

### Deuxième partie
1. La nuit
2. La nuit (suite)
3. Le duel
4. Tout le monde est dans l'attente
5. Avant la fête
6. Piotr Stépanovitch se démène
7. Chez les nôtres
8. Le tsarévitch Ivan
9. Une « saisie » chez Stéphane Trophimovitch
10. Les flibustiers. Une matinée fatale

### Troisième partie
1. La fête
2. La fin de la fête
3. La fin du roman
4. Décision suprême
5. La voyageuse
6. Nuit de peines et d'angoisses
7. Le dernier voyage de Stéphane Trophimovitch
8. Conclusion

### Chez Tikhone (La confession de Stavroguine)
9. Chez Tikhone

## Résumé
Le roman est divisé en trois parties. La première présente les personnages, notamment le bel esprit aux idéaux classiques de Stépan Trophimovitch Verkhovenski qui vit chez la veuve Barbara Pétrovna Stavroguine en tant qu’ancien précepteur de son fils et en tant qu’ami. Dans la deuxième partie se développent entre les protagonistes les conflits qui éclateront enfin dans la troisième partie.
L’action se déroule dans une province anonyme proche de Saint-Pétersbourg ; elle est racontée par le fonctionnaire Anton Lavrentievitch, un ami de Stépan qui a lui-même suivi certains événements et certains échanges, quoique indirectement informé, pour la plupart, par les témoignages de témoins oculaires. Dans de nombreux chapitres, cette construction formelle cache une perspective plurielle.

### Première partie
L’action principale commence avec le retour du fils de Barbara, Nikolaï Vsévolodovitch Stavroguine qui, après une vie de débauche à Saint-Pétersbourg puis à l’étranger, a été saisi d’un regain d’amour pour sa patrie. Les marques de l’ambiguïté de sa personnalité et les problèmes relationnels qui en résultent s’amoncellent, après qu’on apprend qu’il est secrètement lié par les liens du mariage. Soi-disant sur un coup de tête, il a épousé à l’époque de Saint-Pétersbourg Maria Timoféievna Lébiadkine, la sœur infirme et malade mentale de l’officier alcoolique Lébiadkine : il la soutient financièrement sans l’aimer ni vivre avec elle. Lébiadkine est arrivé dans la ville avec sa sœur qui attend de Nikolaï, son « noble prince » (II, 2), qu’il la reconnaisse comme sa femme, ce qui fait échouer les plans de Barbara d’arranger le mariage de Nikolaï avec la riche Élisabeth Nikolaïevna Touchine (Lisa), qui est amoureuse de lui. Pour supprimer l’obstacle à une telle union, Barbara encourage Stépan, l’ami de la famille, par des promesses d’argent à s’attacher une jeune épouse en la personne de Daria Pavlovna (I, 2), ce qu’il comprend pourtant et refuse finalement de faire, après que l’affaire a été rendue publique par une indiscrétion de son fils volontairement dirigée contre lui.
Le fils de Stépan Trophimovitch, Piotr Stépanovitch Verkhovenski, fait son apparition en même temps que Nikolaï. Il intrigue pendant plusieurs pages en jouant le rôle de l’ami et admirateur de Nikolaï et poursuit le but de renverser toutes les autorités laïques et religieuses. Pour ce faire, il se sert sans scrupules d’un groupe de cinq conspirateurs (les fonctionnaires Liputine, Liamchine, Virginski et son beau-frère Zhigalov, ainsi que Tolkatchenko, un employé des chemins de fer), au cercle duquel appartiennent aussi l’étudiant Ivan Pavlovitch Chatov, l’ingénieur Alexis Nilitch Kirilov ainsi que l’intellectuel Chigalev. Piotr leur fait croire qu’il y aurait des milliers de cellules révolutionnaires disséminées dans l’ensemble du pays qui seraient liées à la révolution mondiale préparée en Europe. Avec l’aide de Nikolaï qui doit jouer pour le peuple le rôle du messie, du légendaire Ivan Tsarévitch (II, 8), Piotr veut établir dans tout le pays un système politique proposé par Chigalev dans lequel 90 % de l’humanité devrait travailler dans les conditions de vie les plus primitives et seraient dominés sans réserve par les 10 % restants, car selon lui, en Russie, rien n’est possible sans discipline. Le Chigalevisme devrait permettre l’égalité entre tous au moyen de la dictature et de la déshumanisation ; Dostoïevski exprime ainsi sa lucidité envers la réalité des projets politiques socialistes. L’argumentation des révolutionnaires est entre autres présentée au cours d’une rencontre chez Virguinski (II, 7).

### Deuxième partie
Dans la deuxième partie sont dévoilés les conflits ourdis par Stavroguine au cours d’une réunion de personnes dont les espoirs déçus se concentrent sur lui, figure centrale du roman. D’une part les controverses idéologiques entre anarchie athée et croyance orthodoxe, d’autre part les aspects relationnels : Ivan Pavlovitch Chatov est tiraillé entre mépris et admiration pour Stavroguine duquel il veut devoir d’avoir retrouvé sa foi en Dieu (II, 1). Il se trouve dans la même position que le mouvement Potchvennitchestvo — dont Dostoïevski était proche — et en vient à dévier de la doctrine. Il est profondément offensé de la liaison de Stavroguine avec sa femme Maria, mais se réconcilie de nouveau avec elle quand elle réapparaît chez lui, enceinte et gravement malade, et la recueille chez lui elle et son enfant (III, 5). La joie donnée à Chatov par sa petite famille — le fils de Maria doit prendre son nom Ivan — est très vite troublée pour le lecteur par les signes annonciateurs d’un nouveau malheur.
Nikolaï est ici le point de référence de nouveaux rebondissements funestes dont il ne semble pas pouvoir se dégager et qui conduisent la plupart des personnes qu’il rencontre à une fin tragique : les fiancés Maurice et Lisa, le trio Barbara, Stépan et Daria, Lébiadkine et sa sœur…
Piotr utilise ces tensions dans son propre intérêt. Ainsi, il lance sur les traces de Stavroguine le meurtrier évadé Fedka qui lui propose de tuer Lébiadkine et Maria pour permettre son remariage avec Lisa (II, 2). Il rejette la proposition. Cependant les coupables potentiels se sentent encouragés par le comportement irrésolu de Nikolaï à poursuivre leur but. Stavroguine s’empêtre alors dans ses nouvelles opérations avec des conséquences tragiques, bien qu’il s’efforce de se libérer de ses mauvais démons et d’assumer son passé. Ainsi demande-t-il pardon à Daria, la sœur de Chatov, pour ses crimes passés et à venir. Elle le convainc de parler à un ecclésiastique auquel Stavroguine avoue son incapacité à croire et à aimer, ainsi que le viol d’une petite fille dont il n’a pas pu empêcher le suicide (III, 9). Ce chapitre a été censuré dans la première version du roman, étant considérée par les autorités comme blasphématoire et amorale.
Entre-temps, Piotr noue contact avec le nouveau gouverneur André Antonovitch von Lembke et sa femme Julia (II, 6), gagne leur confiance et les utilise pour servir ses plans révolutionnaires et son propre intérêt. Ainsi dénonce-t-il mensongèrement son père comme révolutionnaire pour se venger de l’abandon qu’il lui a fait subir, de sorte que le domicile de celui-ci sera perquisitionné. Mais il n’atteint pas son objectif principal — à savoir gagner Stavroguine à sa cause et en faire le meneur de sa révolution.

### Troisième partie
La troisième partie commence avec une fête donnée chez le gouverneur, consistant en une lecture et un bal qui dégénèrent en provocations du fait de Piotr Stépanovitch (III, 1-2). La représentation est interrompue par un incendie que Fedka a déclenché pour effacer les traces de l’assassinat de Lébiadkine et Maria. Dans la même nuit, Nikolaï retrouve Lisa qui a désavoué son fiancé Maurice Nikolaïévitch Drosdov et décidé de vivre avec son amant. Mais lorsqu’elle apprend l’incendie et que Stavroguine lui avoue ne pas avoir empêché le meurtre de Maria, elle se rend précipitamment avec Maurice sur les lieux du crime où elle est mise à mort par les curieux rassemblés qui en font d’elle l’instigatrice (III, 3).
Piotr parvient à ce qu’Alexei Nilitch Kirilov endosse, avant son suicide, la responsabilité des meurtres de Maria, de son frère ainsi que de Chatov, et lui dicte de faux aveux (III, 6). Alexei a de fait développé sa propre philosophie et lui explique qu’il se suicide pour prouver à tous que Dieu n’existe pas, que l’homme est libre et qu’il est lui-même Dieu — comportement qu’Albert Camus qualifie de « suicide pédagogique ».
Auparavant, Piotr a suggéré au groupe des socialistes que Chatov voulait les trahir et les convainc de le mettre à mort. Après quoi il se désolidarise du groupe pour se rendre à Saint-Pétersbourg, tandis que les membres du groupe, rongés par les remords, finissent par être arrêtés.
Stépan Trophimovitch, tombé en disgrâce, décide de quitter la ville, mais tombe malade en chemin (III, 7). Barbara Pétrovna part à sa recherche et le retrouve grièvement malade. Avant sa mort, ils s’avouent leur amour réciproque, gardé secret des années durant.
Bien que Daria se dise prête à vivre avec Nikolaï en Suisse, celui-ci se pend comme la petite fille qu’il avait séduite, à cause de son sentiment de culpabilité de plus en plus insupportable qui lui apparaît sans cesse sous la forme de « mauvais démons » dans des hallucinations dressant la liste des personnes dont il a causé la perte, directement ou non (III, 8).

## Liste des personnages
L'édition de Jean-Louis Backès, à partir de la traduction d'Elizabeth Guertik, donne une liste organisée des différents personnages :
Maison Stavroguine
- Barbara Pétrovna Stavroguine : propriétaire terrienne à Skorechniki, veuve du lieutenant général Vsevolod Nicolaïevitch Stravroguine, amie et soutien de Stépan Trophimovitch, mère du personnage principal Nicolas Vsévolodovitch.
  - Agacha, femme de chambre
- Nicolas Vsévolodovitch Stavroguine : personnage principal du roman. Élégant, intelligent et raffiné.
- Alexis Egoritch, vieux serviteur de Nicolas.
- Daria Pavlovna (Dacha) : sœur de Chatoff, protégée de Barbara Pétrovna, amoureuse de Nicolas et parfois confidente de Pierre Stépanovitch.

Le cercle de Stépan Trofimovitch
- Stépan Trophimovitch Verkhovensky : intellectuel, ancien professeur universitaire, libéral et idéaliste, ami intime de Barbara Pétrovna Stavroguine, et père de Pierre Stépanovitch, qu’il a abandonné jeune à l’une de ses tantes. Il a été le précepteur du personnage principal Nicolas Vsévolodovitch, et d’Élisabeth Nikolaievna.
- Nastassia, servante de Stépan Trofimovitch.
- Anton Lavrentiévitch G, narrateur, disciple de Stépan Trofimovitch,
- Serge Vassilitch Lipoutine, fonctionnaire. Agafia, sa servante.
- Liamchine, fonctionnaire.
- Arina Prokhorovna Virguinski. L'épouse de Virguinski est sage-femme, elle a été la maîtresse de Lébiadkine.

Note : Pierre Stépanovitch Verkhovensky (Pétroucha), fils abandonné de Stépan Trofimovitch. Son père ne s'est jamais occupé de lui... Il ne fait pas partie du cercle.
La famille Drozdoff
- Prascovie Ivanovna Drozdoff : riche veuve d’un général, propriétaire, mère de Lisa et amie de pension de Barbara Pétrovna.
- Élisabeth Nikolaïevna Touchine (Lisa) : fille de la générale Drozdoff, qui est une amie de Barbara Pétrovna. Belle, intelligente, et riche, ancienne élève de Stépan Trophimovitch.
- Maurice Nikolaïévitch : cousin, chevalier servant et plus tard fiancé de Lisa.
- Aliona Frolovna, nounou de Lisa.

Les habitants de la maison Philippov (propriétaire)
- Ivan Pavlovitch Chatoff, fils d’un ancien valet décédé de Barbara Pétrovna, et le frère de Daria Pavlovna.
- Maria Ignatievna, l'épouse de Chatoff, qui a été la maîtresse de Stavroguine et a disparu.
- Alexis Nilitch Kiriloff, ingénieur.
- Ignat Timoféievitch Lébiadkine, soi-disant capitaine, officier en retraite, frère de Marie Timoféievna.
- Marie Timoféievna Lebiadkine ("la boiteuse"): sœur du capitaine Lébiadkine, et épouse légitime, mais secrète, de Nicolas Vsévolodovitch Stavroguine. Mentalement déséquilibrée, mais clairvoyante.

"Les Nôtres", Cellule révolutionnaire
- Pierre Stépanovitch Verkhovensky (Pétroucha) : fils de Stépan Trophimovitch, et le principal instigateur du drame.
- Erkel, jeune sous-lieutenant.
- Tolkatchenko,
- Chigaliev, théoricien socialiste, frère de Mme Virguinski.
- Ivan Pavlovitch Chatoff : Bizarre et taciturne. Après une jeunesse nihiliste, il devient nationaliste.
- Alexis Nilitch Kiriloff : ingénieur qui vit dans la même maison que Chatoff et Lébiadkine. Nihiliste et suicidaire.
- Serge Vassilitch Lipoutine,
- Liamchine,
- Virguinski.

Les Officiels
- André Antonovitch von Lembke : gouverneur de la province, nouvellement arrivé dans la ville. Il succède à Ivan Ossipovitch (dont le nom de famille n'est pas précisé).
- Julie Mikhaïlovna von Lembke : ambitieuse épouse du gouverneur André Antonovitch. Elle a connu Barbara Pétrovna "dans le monde" à Pétersbourg. Se dit libre-penseuse.
- Blum, fonctionnaire imbécile, âme damnée de von Lembke.

Autres personnages
- Piotr Pavlovitch Gaganov (ou Pavel Pavlovitch), du club.
- Arthème Pavlovitch Gaganov, son fils.
- Karmazinov, écrivain célèbre.

- Sophie Matvéïevna Oulitine, employée de la Société pour la diffusion de livres religieux.
- Tikhone, évêque qui fait retraite dans un monastère et reçoit ses fidèles, de toutes conditions, hors protocole.
- Semion Iacovlévitch, fol-en-Christ,
- Annissim Ivanov, serviteur.

- Fedka (Fédor Fédorovitch) : ancien serf de Stépan Trophimovitch, perdu au jeu. Condamné, évadé du bagne.

- Les ouvriers de l'usine des frères Chpigouline,

- Comte K et ses 3 filles à marier.

## Adaptations

### Au théâtre
- Le 30 janvier 1959, Albert Camus termine l'adaptation du roman de Dostoïevski pour le théâtre, projet venu à l'idée de l'auteur en octobre 1953. En 1955, lors d'une émission radiophonique en hommage à l'auteur russe, Camus déclare avoir découvert le roman à l'âge de vingt ans. Il a eu une influence notable sur l'œuvre de l'écrivain français : « L'ébranlement que j'en ai reçu dure encore, après vingt autres années ».
- 1972 : Reprise de Les Possédés d'Albert Camus, mise en scène de Jean Mercure, Théâtre de la Ville
- 1982 : Denis Llorca, alors directeur du CDN de Franche-Comté à Besançon, met en scène les Possédés dans la Cour d'Honneur du Palais des Papes lors du Festival d'Avignon, en deux parties, réunies en une seule le 27 juillet
- 2018 : Sylvain Creuzevault crée Les Démons du 21 septembre au 21 octobre, à l'Odéon-Théâtre de l'Europe, dans la salle Berthier, avec Nicolas Bouchaud et Valérie Dréville dans les rôles principaux.
- 2021 : Guy Cassiers met en scène Les Démons à la Comédie-Française.

### Au cinéma
- 1915 : Nicolas Stavroguine, de Iakov Protazanov.
- 1988 : Les Possédés, d'Andrzej Wajda.

### À la télévision
- 1969 : The Possessed, de Naomi Capon
- 1971 : I Demoni, de Sandro Bolchi
- 2014 : Les Démons (Бесы) de Vladimir Khotinenko

### À la radio
Les Démons de Fédor Dostoïevski en 15 épisodes diffusés en mai 2016 sur France Culture.

## Éditions françaises
: document utilisé comme source pour la rédaction de cet article.
- Les Possédés, traduit par Victor Derély, Paris, Librairie Plon, 1886.
- Les Possédés suivis de la Confession de Stavroguine, traduit par Jean Chuzeville, Paris, Éditions Bossard, 1925, 3 vol.
- Les Démons, traduit par Boris de Schlœzer, NRF, Collection In-Octavo, 1932, 485 & 512pp.
- Les Démons, traduit par Boris de Schlœzer, introduction par Pierre Pascal, Bibliothèque de la Pléiade, Gallimard, Paris, 1955  (ISBN 978-2-070101771).
- Fiodor Dostoïevski (trad. du russe par André Markowicz), Les Démons : Première partie, t. I, Arles, Actes Sud, coll. « Babel » (no 145), 1995, 355 p. (ISBN 978-2-7427-0492-7).
- Fiodor Dostoïevski (trad. du russe par André Markowicz), Les Démons : Deuxième partie, t. II, Arles, Actes Sud, coll. « Babel » (no 146), 1995, 496 p. (ISBN 2-7427-0493-0).
- Fiodor Dostoïevski (trad. du russe par André Markowicz), Les Démons : Troisième partie, t. III, Arles, Actes Sud, coll. « Babel » (no 147), 1995, 400 p. (ISBN 978-2-7427-0494-1).
- Les Démons (Les Possédés), traduit par Boris de Schlœzer, préface par Marthe Robert, la collection Folio Classique, Gallimard, Paris, 1997  (ISBN 978-2-070394166).
- Fiodor Dostoïevski (trad. Élisabeth Guertik), Les Démons, Paris, Le livre de poche, coll. « Classiques », 2011, 892 p. (ISBN 9782253082538). Édition, notes et préface : Jean-Louis Backès.